# 초개체

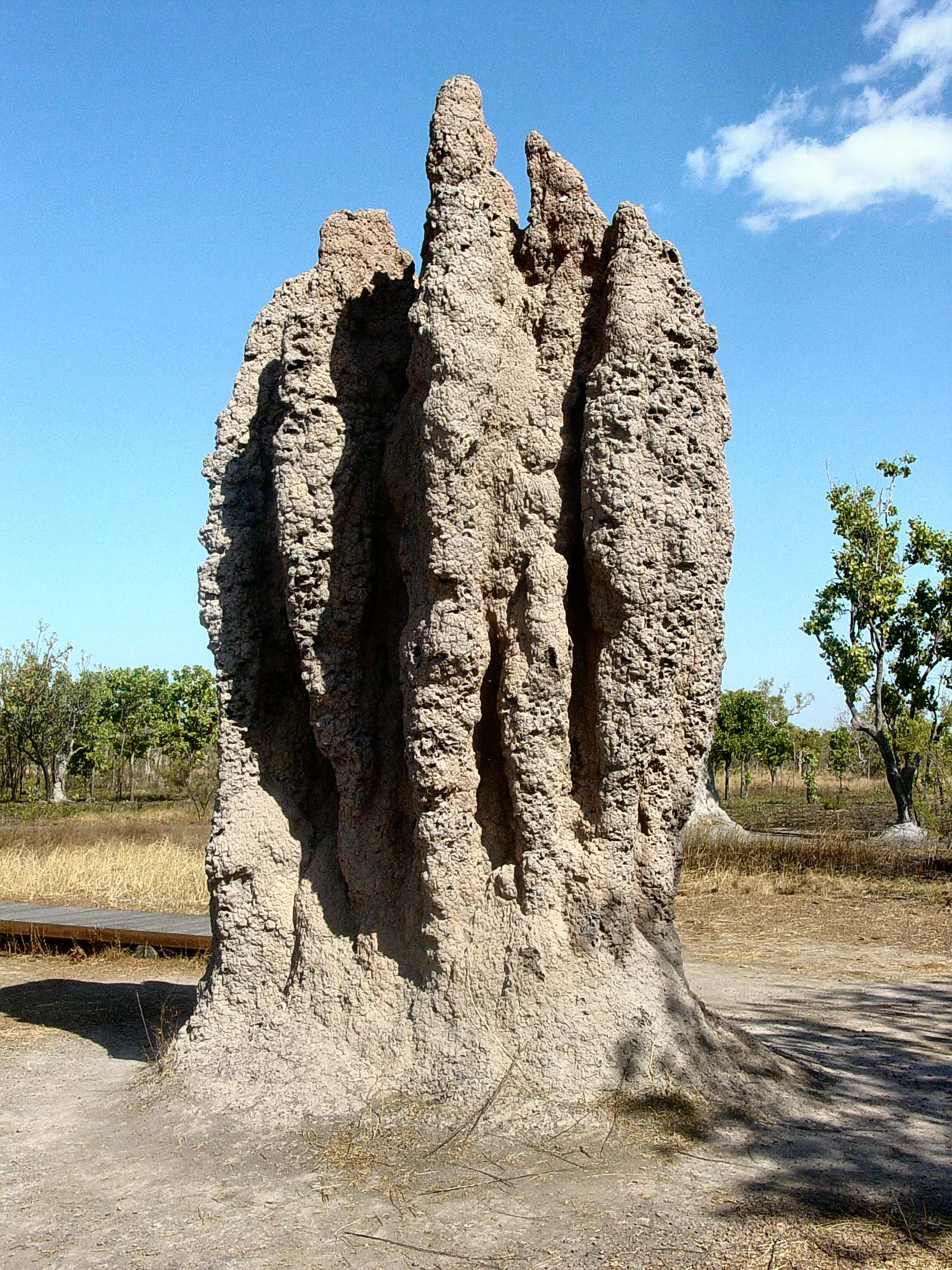

꿀벌과 개미처럼 여러 개체가 모여서 하나의 큰 사회를 이루고 있는 곤충들을 사회성 곤충이라고 한다. 사회성 곤충이 이루는 군집은 완전한 하나의 생명체처럼 복잡한 매커니즘으로 작용한다.
이와 같이 사회성 곤충의 군집 전체를 하나의 동물로 파악하려는 시각에 따라, 미국의 생물학자 윌리엄 모튼 윌러는 개미 연구를 토대로 1911년부터 이러한 형태의 생물체를 초개체(Superorganism, 또는 초유기체)이라고 명명하였고 그것들을 다루는 생태학을 초개체 생태학이라고 부른다. 개미연구자 베르트 횔도블러와 에드워드 윌슨이 2008년 영어판 '초유기체'를 출간했고, 이 책의 한글판은 2017년 사이언스북스가 내놨다.

## 꿀벌 군집
생물학자 위르겐 타우츠는 꿀벌 군집은 포유동물의 특성을 가지고 있다고 주장하며, 심지어 그것들을 '명예 포유동물'(honorary mammals)이라고 불렀다.
다음은 다른 척추동물과 구별되는 포유동물의 특성을 꿀벌 군락의 특성과 비교한 것으로, 그 중에 겉으로 드러나는 부분의 유사성만을 본 것이다.
- 포유동물의 번식률은 극단적으로 낮다. 꿀벌도 마찬가지로 일 년에 고작 몇 되지 않는 소수의 여왕벌을 배출할 뿐이다.
- 포유동물의 암컷은 자손을 양육하기 위해 일시적으로 젖샘에서 젖을 분비한다. 꿀벌의 암컷인 일벌도 왕유, 즉 로열젤리를 분비한다.
- 포유동물은 자손에게 위험한 외부 세계와 차단된, 안전한 양육 환경인 자궁을 제공한다. 꿀벌 역시 벌집이라는 '사회적 자궁'(social uterus) 속에서 유충을 안전하게 양육한다.
- 포유동물의 체온은 약 36도이다. 꿀벌은 유충의 체온을 섭씨35도로 일정하게 유지한다.

## 같이 보기
- 집단 지성
- 정족수 감지
- 관해파리목